# Michelle Betos
Michelle Betos (* 20. Februar 1988 in New York City, New York) ist eine US-amerikanische Fußballtorhüterin.

## Karriere
Im Sommer 2006, sowie erneut in den Jahren 2009 und 2010 nach Abschluss ihres Studiums an der University of Georgia, spielte Betos für die W-League-Teilnehmer Long Island Fury beziehungsweise die Atlanta Silverbacks. Nach einem Abstecher zum argentinischen Verein River Plate schloss sie sich für die Saison 2012 der Franchise der New York Fury in der WPSL Elite an. Von 2012 bis 2013 spielte Betos für den zyprischen Champions-League-Teilnehmer Apollon Limassol.
Anfang 2013 wurde sie beim NWSL-Supplemental-Draft in der fünften Runde an Position 34 vom Seattle Reign FC verpflichtet. Ihr Ligadebüt gab sie am 14. April 2013 gegen die Chicago Red Stars als Vertretung für die zu Saisonbeginn an der Hand verletzte Nationaltorhüterin Hope Solo. Nach Ende der NWSL-Saison wechselte Betos für einige Monate auf Leihbasis erneut nach Limassol und schloss sich nach ihrer Rückkehr in die USA dem Portland Thorns FC an. Mit Portland erreichte sie als Ersatztorhüterin von Nadine Angerer die Playoffs, scheiterte jedoch im Halbfinale am späteren Meister FC Kansas City.
Am 19. Juni 2015 erzielte Betos per Kopf im Spiel gegen den FC Kansas City den 1:1-Ausgleichstreffer in der fünften Minute der Nachspielzeit. Damit ist sie die erste Torhüterin der NWSL-Geschichte, die ein Tor erzielt hat.
Anfang 2017 wechselte Betos zum norwegischen Erstligisten Vålerenga Oslo. Von Anfang 2018 bis Ende 2020 spielte sie bei Seattle Reign FC und anschließend kurz bei Racing Louisville FC. 2022 wechselte sie zu NJ/NY Gotham FC. Im Mai 2023 war sie aufgrund einer Handverletzung blockiert.